# Gajularega
Gajularega là một thị trấn thống kê (census town) của quận Vizianagaram thuộc bang Andhra Pradesh, Ấn Độ.

## Nhân khẩu
Theo điều tra dân số năm 2001 của Ấn Độ, Gajularega có dân số 13.078 người. Phái nam chiếm 50% tổng số dân và phái nữ chiếm 50%. Gajularega có tỷ lệ 60% biết đọc biết viết, cao hơn tỷ lệ trung bình toàn quốc là 59,5%: tỷ lệ cho phái nam là 69%, và tỷ lệ cho phái nữ là 51%. Tại Gajularega, 13% dân số nhỏ hơn 6 tuổi.